# Paola (Kansas)
Paola è un comune (city) degli Stati Uniti d'America e capoluogo della contea di Miami nello Stato del Kansas. La popolazione era di 5.602 abitanti al censimento del 2010.

## Geografia fisica
Paola è situata a 38°34′25″N 94°52′24″W (38.573599, -94.873456).
Secondo lo United States Census Bureau, ha un'area totale di 5,32 mi² (13,78 km²).

## Storia
Nativi americani, poi esploratori spagnoli come Francisco Vásquez de Coronado nel 1541 ed esploratori missionari francesi nel 1673 vissero e percorsero l'area di quella che oggi è Paola. Nonostante queste prime incursioni europee all'inizio del XIX secolo, l'area era in gran parte controllata dagli Osage.
L'insediamento della zona avvenne principalmente, tuttavia, quando le tribù Kaskaskia, Peoria, Wea e Piankeshaw furono costrette a trasferirsi nell'area tra il 1827 e il 1832. Queste formarono la tribù alleata confederata, guidata da Baptiste Peoria, che fu di etnia francese e indiana. Chiamarono il loro insediamento Peoria Village.
Intorno agli anni 1840, i coloni euroamericani si trasferirono nella zona, e diversi missionari vivevano in e vicino a "Peoria Village". Uno di quei missionari era un prete italiano che si trasferì nella zona nel 1852. Il prete, Padre Paul M. Ponziglione, fu accreditato con il cambio del nome da Peoria Village in Paola, in onore della più celebre città costiera della Calabria, in Italia. Gli indiani Peoria della zona continuarono a chiamarla Paola, perché avevano un grande rispetto per Padre Ponziglione.
Nel 1854 vi fu un gran numero di coloni che si trasferirono nell'insediamento, e un piano per la città fu progettato nel 1855. Nel 1855, la Prima Legislatura Territoriale approvò un atto che incorporò la Paola Town Company. La Paola Town Company e in particolare il suo membro Baptiste Peoria con la moglie Mary Ann Isaacs sono accreditate come influenti nella fondazione e nello sviluppo di Paola fino alla metà degli anni 1860.
Durante la guerra civile fu istituito un posto militare sul lato ovest del Bull Creek, appena ad ovest di Paola. A volte le truppe erano all'interno di Paola stessa. Paola fu a malapena risparmiata da un attacco il 21 agosto 1863, dalla guerriglia confederata di William Clarke Quantrill durante la ritirata di Quantrill dopo aver fatto irruzione a Lawrence. Paola era a 10 miglia (16 km) ad ovest del ritiro della forza del generale confederato Sterling Price il 24 ottobre 1864, mentre si stava ritirando verso il Territorio indiano. Il posto di Paola fu disattivato nell'agosto o settembre 1865.
Dopo l'ammissione del Kansas nell'Unione nel 1861, e dopo la pressione della guerra civile, le tribù native americane aumentarono, e furono esiliate nell'Oklahoma nel 1868. Alcuni individui rimasero e divennero cittadini degli Stati Uniti, tuttavia, il loro capo Baptiste Peoria lasciò Paola con la tribù. Dalla fine degli anni 1860 e fino agli anni 1870, Paola crebbe e progredì, costruendo la sua prima scuola, prigione e banca.
La ferrovia arrivò a servire Paola nel 1870, che aiutò anche i suoi progressi in questo periodo. Dopo la scoperta del gas naturale nel 1882, Paola divenne la prima città ad ovest del fiume Mississippi per usarla commercialmente e far illuminare la città con lanterne a gas naturale. Nel 1898 fu costruito il tribunale della contea di Miami, progettato dall'architetto George Washburn. Diverse case ed edifici furono progettati da Washburn, tra cui il gazebo del Paola Park e la Paola Free Library. Martha Smith fece costruire l'edificio della Paola Library in onore di suo marito John, un produttore di vino. Fu completato nel 1906 e il gazebo in stile vittoriano del Paola Park Square è del 1913. La biblioteca, il tribunale, il gazebo e diverse case sono ancora oggi in uso.
Nel 1912, James Patterson si trasferì a Paola per stabilire i suoi quartieri invernali per il suo circo itinerante, il Patterson Circus. Il circo continuò fino al 1927. Un murale basato su un opuscolo del circo del 1924, è al 106 di W. Peoria. La casa di Patterson si trova ancora a Paola, nel blocco 600 a nord di Mulberry, come unica struttura rimasta dal quartier generale invernale del circo.

## Società

### Evoluzione demografica
Secondo il censimento del 2010, la popolazione era di 5.602 abitanti.

### Etnie e minoranze straniere
Secondo il censimento del 2010, la composizione etnica della città era formata dal 93,52% di bianchi, il 2,41% di afroamericani, lo 0,70% di nativi americani, lo 0,27% di asiatici, lo 0% di oceanici, lo 0,57% di altre razze, e il 2,53% di due o più etnie. Ispanici o latinos di qualunque razza erano il 2,96% della popolazione.